# Estaurlatan
Estaurlatan (Maunahei) ist eine osttimoresische Siedlung im Suco Fahisoi (Verwaltungsamt Remexio, Gemeinde Aileu) in Osttimor.

## Geographie und Einrichtungen
Das Dorf Estaurlatan liegt im Nordwesten der Aldeia Mautoba, auf einer Meereshöhe von 1343 m. Der Ort befindet sich nah der Überlandstraße, die die Landeshauptstadt Dili im Norden mit Namolesso im Süden verbindet. An ihr liegen die Nachbarorte Estaurlatan: Mautoba im Süden und Dirohati (Aldeia Deruti) im Norden. Östlich von Estaurlatan entspringt der Ai Mera. Der Fluss ist Teil des Systems des Nördlichen Laclós.